# Bình Định gia
Bình Định gia là một môn phái võ thuật cổ truyền Việt Nam thuộc hệ phái võ Bình Định. Sáng tổ của môn phái này là Trần Đại Chí, một võ tướng dưới triều Thanh (Trung Quốc). Do bất đồng chính kiến với triều đình, nên Trần Đại Chí phiêu dạt sang Việt Nam, định cư ở Bình Định. Tại đây, ông đã nghiên cứu, học hỏi các môn võ Tây Sơn (từ tướng Võ Văn Dũng nhà Tây Sơn), phối hợp với sở học võ thuật Trung Hoa (Thiếu Lâm Tự, Hồng Gia quyền), tích hợp sở trường, lược bớt sở đoản của hai dòng võ, sáng tạo và hoàn thiện các bí quyết luyện tập và chiến đấu, đúc kết tinh hoa thành tâm pháp võ công rồi truyền lại trong gia đình. Bình Định gia trước kia chỉ truyền dạy cho con trai trong nhà, không thu nhận đệ tử. Hiện nay, chưởng môn phái Bình Định gia Trần Hưng Quang (chưởng môn đời thứ tư).
Chữ gia trong Bình Định Gia có ý nghĩa là gia tộc. Cụ tổ của Bình Định Gia xuất phát từ Trung Quốc sau đó cụ đã sang Việt Nam và định cư ở Bình định, được trau rồi võ thuật Tây Sơn và sáng lập ra Bình Định Gia. Mặt khác chữ gia ở đây cũng mang ý nghĩa là gia đình vì môn võ này trước kia chỉ truyền dạy trong dòng tộc. không dạy ra bên ngoài.
Võ phục chính thức của Bình Định Gia có màu đen. Hệ thống các đai tiến dần theo trình độ từ dưới lên trên phân biết theo các màu: đen - trắng - xanh - vàng - đỏ.
Tôn chỉ của Bình Định gia là "Võ đạo vị nhân sinh- Võ công khai trí tuệ" (Rèn luyện võ công để nâng cao sức lực, khai tâm, mở trí, tự tin vào bản thân và tự tôn dân tộc). Bình Định gia truyền dạy tư tưởng "Dụng thủ vi công, thương tâm giả ác" (lấy tự vệ làm đòn công, lấy thiện tâm giải ác).
Đặc trưng của môn phái Bình định gia nằm ở công phu chân tấn và cùi chỏ (trong phái gọi là cút). Các công phu cơ bản được sắp xếp thành những bài quyền ngắn và dễ hiểu, nhưng rất hiệu quả, như Trung bình tấn cút, Đinh tấn cút, Pháp cước, Ngũ hành quyền, Tứ tượng. Đó cũng là vì đối tượng học là những nông dân cần được đào tạo nhanh chóng để xung vào các đội nghĩa binh Tây sơn. Ở mức độ Trung đẳng, Bình định gia chú trọng đào tạo các công phu nâng cao như Phản xạ, Chân lực, Nhãn pháp, tịnh tâm pháp và nội công. Những công phu như chặt gạch, vụt nhíp ô tô vào người, nằm trên mảnh chai và đập đá trên người, cho ô tô chèn qua người đều đã được những võ sinh trung đẳng ở chi nhánh Thanh xuân thực hiện.
Quyền pháp Bình định gia ở cấp độ trung đẳng chia thành ngũ hình: Hầu, Hạc, Hổ, Hùng, Xà nhưng còn thêm một bài Long Hoa đao pháp (Gọi là đao nhưng dùng tay thay đao, tùy theo ngộ tính của võ sinh mà thầy sẽ chia ra để dạy cho từng người các bộ hình khác nhau.